# Bygland
Bygland ist eine Kommune im norwegischen Fylke Agder. Die Kommune hat 1162 Einwohner (Stand: 1. Januar 2025). Verwaltungssitz ist der gleichnamige Ort Bygland.

## Geografie

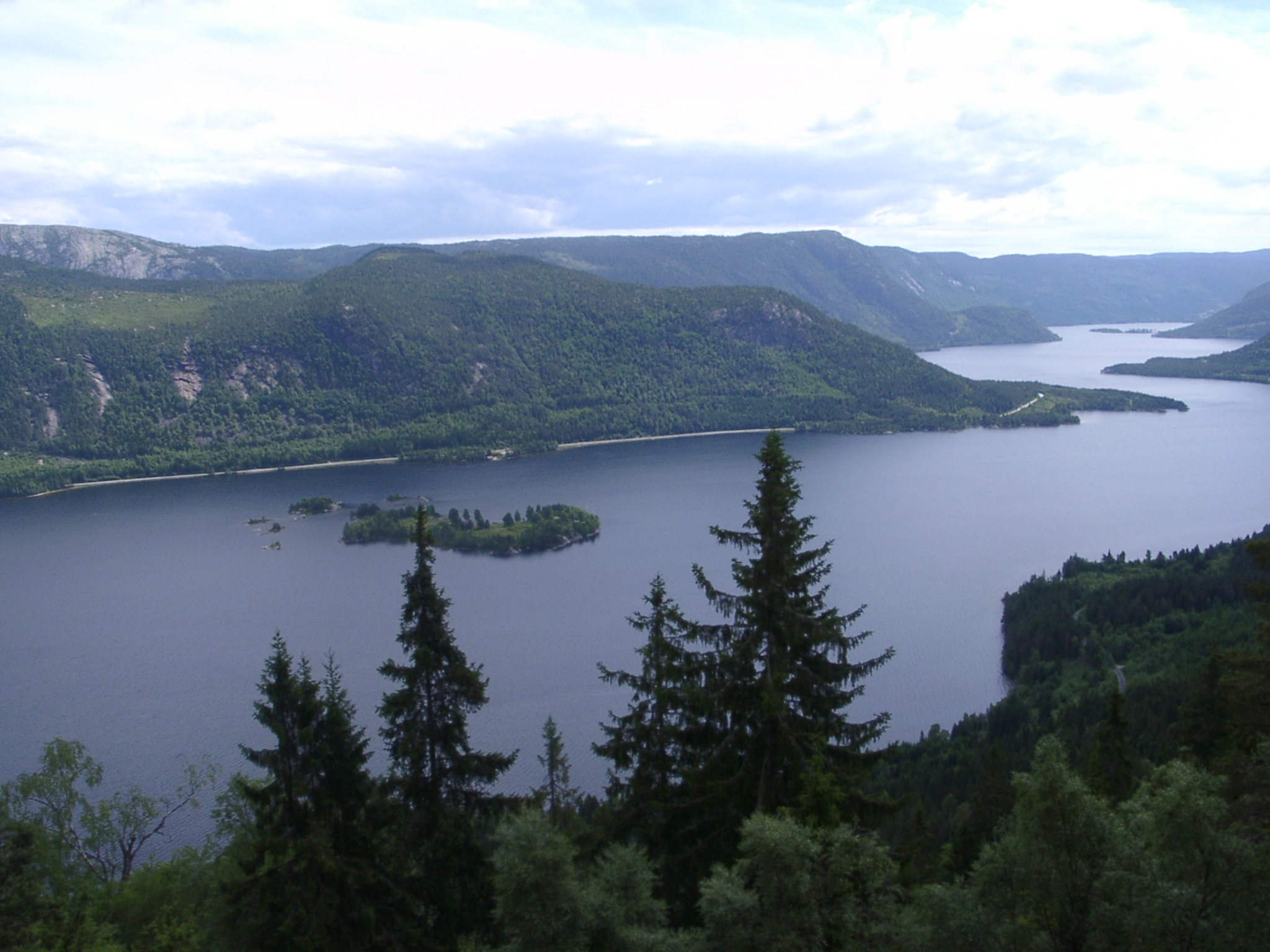
Blick auf den See Byglandsfjorden

Die Gemeinde grenzt an Valle im Norden, Fyresdal im Nordosten, Åmli im Osten, Froland im Südosten, Evje og Hornnes im Süden, Åseral und Kvinesdal im Südwesten sowie Sirdal im Westen. Die Grenze zu Fyresdal ist zugleich die Grenze zwischen den Fylkern Agder und Telemark. In Bygland liegt der See Byglandsfjorden, der vom Fluss Otra durchflossen wird. Es handelt sich dabei um einen langen See mit geringer Breite. Weitere Seen sind unter anderem das Hovatn im Nordosten oder das Longerakvatn im Südosten.
Über 60 Prozent des Gemeindeareals liegen höher als 600 moh., im Nordwesten erreichen einige Berge Höhen von über 1000 moh. Die höchste Erhebung ist der Berg Reinshornheii mit einer Höhe von 1161,46 moh. Die Erhebung liegt im Nordosten nahe der Grenze zu Valle.

## Einwohner
Die Einwohnerzahlen waren im 20. Jahrhundert größtenteils rückläufig. Zwischen 2009 und 2019 gingen die Zahlen im Schnitt mit 0,3 Prozent im Jahr zurück. Der Großteil der Bevölkerung lebt am See Byglandsfjorden und entlang der Otra. In der Kommune liegen zwei sogenannte Tettsteder, also zwei Ansiedlungen, die für statistische Zwecke als eine städtische Siedlung gewertet werden. Diese sind Byglandsfjord mit 358 und Bygland mit 245 Einwohnern (Stand: 1. Januar 2024).
Die Einwohner der Gemeinde werden Byglending genannt. Offizielle Schriftsprache ist wie in einigen weiteren Kommunen in Agder Nynorsk, die weniger weit verbreitete der beiden norwegischen Sprachformen.
| Jahr          | 1986 | 1990 | 1995 | 2000 | 2005 | 2010 | 2015 | 2020 | 2025 |
| ------------- | ---- | ---- | ---- | ---- | ---- | ---- | ---- | ---- | ---- |
| Einwohnerzahl | 1499 | 1396 | 1364 | 1351 | 1327 | 1223 | 1189 | 1162 | 1162 |

## Geschichte

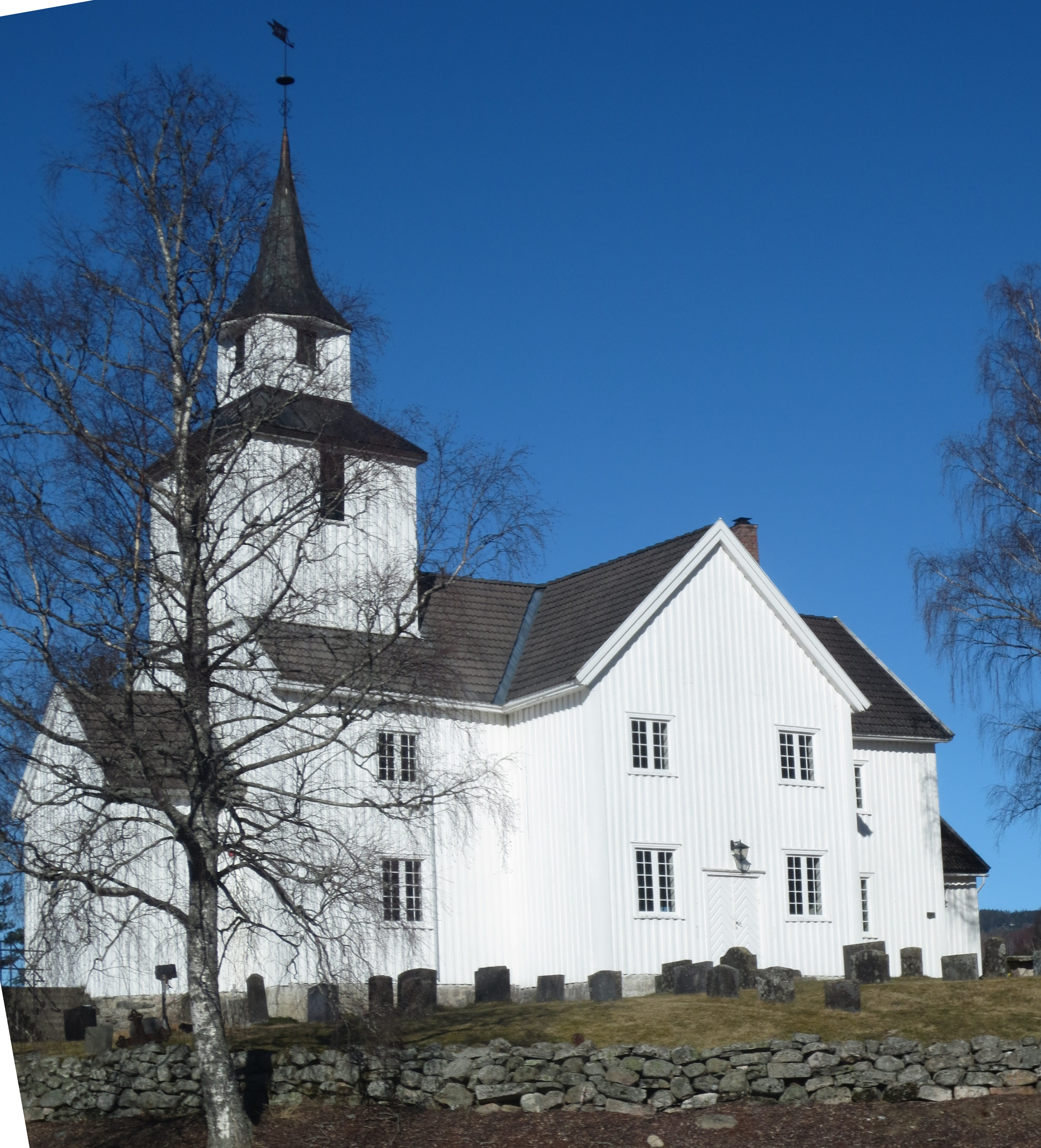
Bygland kirke

Die Gemeinde Bygland wurde nach der Einführung der lokalen Selbstverwaltung im Jahr 1837 gegründet. Bis zum 31. Dezember 2019 gehörte Bygland dem damaligen Fylke Aust-Agder an. Dieses ging im Zuge der Regionalreform in Norwegen in das zum 1. Januar 2020 neu geschaffene Fylke Agder über.
In der Ortschaft Bygland liegt die Bygland kirke, eine Holzkirche aus dem Jahr 1838. Weitere Kirchen sind die Austad kyrkje, die Årdal kirke und die Sandnes kirke.

## Wirtschaft und Infrastruktur

### Verkehr
Durch die Kommune führt in Nord-Süd-Richtung der Riksvei 9. Er folgt innerhalb der Gemeinde dem Verlauf der Otra und weiter am Ufer des Sees Byglandsfjorden. Richtung Norden führt die Straße über Valle und Bykle in das Fylke Telemark, wo sie in die Europastraße 134 (E134) mündet. In südlicher Richtung führt der Riksvei nach Kristiansand an der norwegischen Südküste.
Von 1896 bis 1962 war Byglandsfjord Endpunkt der von Kristiansand kommenden, schmalspurigen Setesdal-Bahn. Auf dem See Byglandsfjorden verkehrte von 1867 bis 1957 eine Schiffslinie mit den Dampfschiffen Bjoren und Dølen. Seit 1994 ist Ersteres wieder für Touristen im Einsatz.

### Wirtschaft
Die Forstwirtschaft ist für die Kommune von größerer Bedeutung. Sie wird oft in Kombination mit anderen Erwerbstätigkeiten betrieben. Die landwirtschaftlich genutzte Fläche wird vor allem für Wiesen verwendet. In der Tierhaltung spielen vor allem die Haltung von Rindern und Schafen eine Rolle. Die industrielle Produktion der Gemeinde baut sich zu einem großen Teil rund um die Holzindustrie auf, weitere Industriezweige sind die Gummi-, Plastik- und mineralische Industrie sowie die Produktion von Metallwaren. Von größerer Bedeutung ist auch der Tourismus und es werden unter anderem Hotels und Campingplätze sowie das historische Dampfschiff Bjoren betrieben. Im Jahr 2021 arbeiteten von rund 550 Arbeitstätigen etwa 290 in Bygland selbst, zirka 120 pendelten in die Nachbarkommune Evje og Hornnes. Die weiteren Personen verteilten sich auf Gemeinden wie Kristiansand und Valle.

## Name und Wappen
Das seit 1991 offizielle Wappen der Kommune zeigt einen goldenen Luchs auf grünem Hintergrund. Der Gemeindename leitet sich vom altnordischen Namen Byggland ab. Der Begriff „bygg“ bedeutet im Deutschen „Gerste“.

## Persönlichkeiten
- Oscar Castberg (1846–1917), Bildhauer und Landschaftsmaler
- Eivind Danielson Aakhus (1854–1937), Violinist und Virtuose auf der Hardangerfiedel